# اوهانس مخیتاریان
اوهانس آرمناکی مخیتاریان (روسی: Оганез Арменакович Мхитарян؛ زادهٔ ۲۶ اوت ۱۹۶۲ در تفلیس) بازیکن بازنشسته فوتبال در پست هافبک ارمنی‌تبار اهل روسیه است.

## باشگاهی
از باشگاه‌هایی که در آن بازی کرده‌است می‌توان به باشگاه فوتبال کوتایک، فاکل وورونژ و لوکوموتیو لیسکی اشاره کرد.